# Pato-de-bico-vermelho

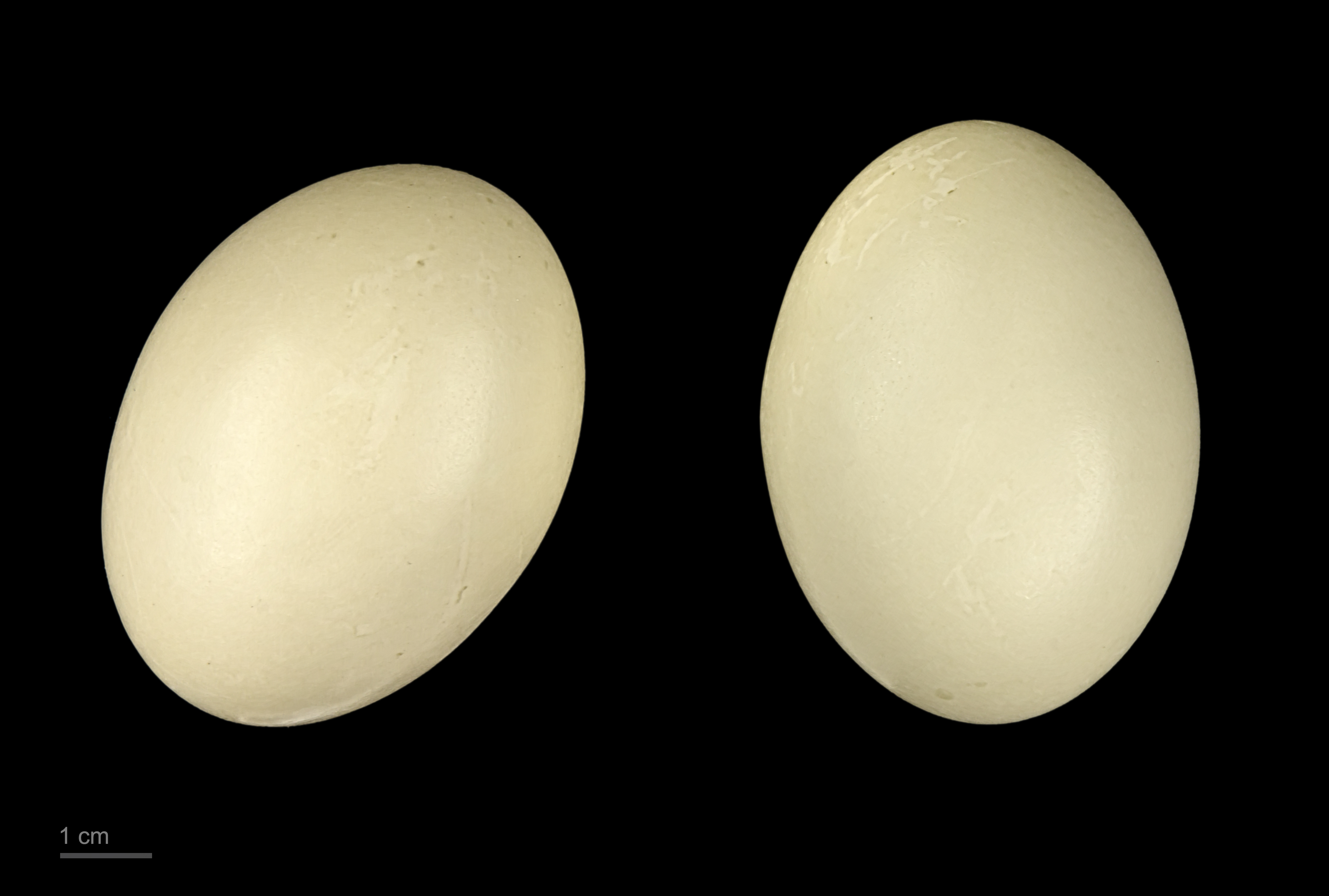
Netta rufina - MHNT

O pato-de-bico-vermelho (Netta rufina) é um grande pato mergulhador, da família Anatidae, nativa da Eurásia e norte da África. O macho é facilmente identificável pela cabeça cor-de-laranja e pelo bico vermelho-vivo, enquanto a fêmea é acastanhada.

## Taxonomia e Etimologia
O nome científico tem duas origens, enquanto Netta vem do grego e significa "pato", a palavra rufina deriva de "rufus", que vem do latim, e significa "ruivo".
A espécie foi descrita pelo zoólogo alemão Peter Simon Pallas, em 1773, como Anas rufina, que em latim significa "pato vermelho", fazendo referência à cor da cabeça dos machos. Depois foi realocado no gênero Netta, criado por Johann Jakob Kaup, em 1829. É uma espécie monotípica, ou seja, não existem subespécies reconhecidas.

## Habitat
Costumam se reproduzir ao longe de pântanos e lagos das planícies ao sul da Europa, estendendo-se desde as estepes e áreas semidesérticas do Mar Negro até a Ásia Central e a Mongólia. Passam o inverno no subcontinente indiano e também na África. Tem um comportamento migratório, sendo que as aves do norte passam o inverno mais ao sul, no norte africano. 
Nas ilhas britânicas a situação dos patos-de-bico-vermelho é confusa, uma vez que houve muita fuga e soltura deliberada ao decorrer dos anos, assim como é natural a visita das aves vindas do continente. É provável que a população local seja de aves fugitivas que se adaptaram à natureza, onde se reproduziram e formaram uma população selvagem bem-sucedida.
Este pato distribui-se pelo centro e sul da Europa mas a sua distribuição é muito fragmentada. Em Portugal ocorre sobretudo no Alentejo, mas de uma forma geral pode ser considerado pouco comum.

## Características
Os machos adultos costumam ter a cabeça arredondada de cor castanho-avermelhado, seu peito é tomado de penas pretas e seu bico é vermelho, enquanto seus flancos são cobertos de penas brancas, o dorso de penas marrons e sua cauda é preta. A fêmea por sua vez é majoritariamente castanho-claro, com o dorso e cabeça mais escuros, enquanto o rosto tende a ser mais acinzentado. Medem entre 45 e 54cm de largura e entre 85 e 92cm de envergadura, pesando entre 800g e 1,5kg. São aves gregárias, que formam grandes bandos durante o inverno, muitas vezes se misturando a outros patos mergulhadores, como o Zarro-comum. 
Alimentam-se principalmente de plantas aquáticas, incluindo raízes e sementes, complementando sua dieta com invertebrados como moluscos e pequenos anfíbios e peixes.

### Reprodução
A época de reprodução é entre Abril e Agosto, período onde esses patos costumam construir seus ninhos às margens dos lagos, escondidos entre a vegetação, onde põem entre 8 e 12 ovos de cor verde-claro. A incubação leva entre 26 e 28 dias. Enquanto as fêmeas incubam os ovos e cuidam dos filhotes, os machos mudam suas penas por completo, perdendo a capacidade de voo durante um mês, período que passam a maior parte do tempo escondidos entre a vegetação. As fêmeas realizam a muda um mês depois, quando seus filhotes estão ganhando as penas.

## Conservação
A população nidificante desta espécie encontra-se listada no Livro Vermelho dos Vertebrados de Portugal com o estatuto de Em Perigo. A população invernante tem o estatuto de Quase Ameaçado.